# Sawyerville
Sawyerville és una població dels Estats Units a l'estat d'Illinois. Segons el cens del 2000 tenia 295 habitants.

## Demografia
Segons el cens del 2000, Sawyerville tenia 295 habitants, 117 habitatges, i 84 famílies. La densitat de població era de 112,8 habitants/km².
Dels 117 habitatges en un 31,6% hi vivien nens de menys de 18 anys, en un 57,3% hi vivien parelles casades, en un 12,8% dones solteres, i en un 28,2% no eren unitats familiars. En el 23,1% dels habitatges hi vivien persones soles el 13,7% de les quals corresponia a persones de 65 anys o més que vivien soles. El nombre mitjà de persones vivint en cada habitatge era de 2,52 i el nombre mitjà de persones que vivien en cada família era de 2,96.
Per edats la població es repartia de la següent manera: un 24,1% tenia menys de 18 anys, un 9,2% entre 18 i 24, un 29,5% entre 25 i 44, un 19,3% de 45 a 60 i un 18% 65 anys o més.
L'edat mediana era de 38 anys. Per cada 100 dones de 18 o més anys hi havia 91,5 homes.
La renda mediana per habitatge era de 28.571 $ i la renda mediana per família de 34.167 $. Els homes tenien una renda mediana de 30.000 $ mentre que les dones 16.500 $. La renda per capita de la població era de 13.415 $. Aproximadament el 10,5% de les famílies i el 15,4% de la població estaven per davall del llindar de pobresa.

## Poblacions properes
El següent diagrama mostra les poblacions més properes.